# 埼玉新都市交通1000系電車
埼玉新都市交通1000系電車（さいたましんとしこうつう1000けいでんしゃ）は、埼玉新都市交通が伊奈線（ニューシャトル）開業時に導入した新交通システム用の電車である。後にリニューアル工事が行われ、1010系となった。
モデルチェンジした増備車の1050系についても記載する。

## 1000系（1010系）

### 概要

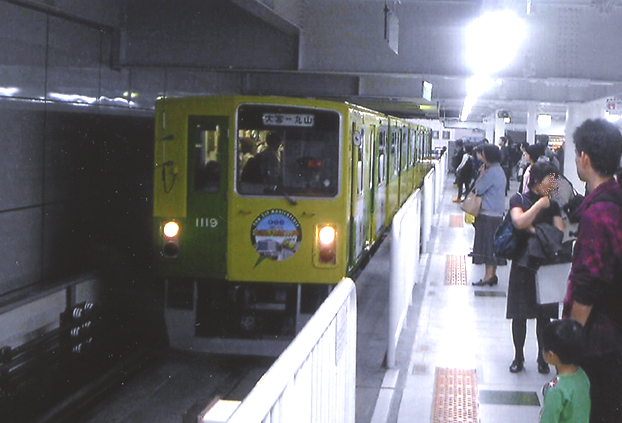
大宮駅に到着する1010系19編成

川崎重工業・新潟鐵工所で製作され、1983年（昭和58年）の開業より運用された。開業当初は6両編成2本と4両編成7本を組んでいたが、その後すべて6両編成9本（当時01 - 09編成、リニューアル後11 - 19編成 ）となった。
1982年（昭和57年）5月に、川崎重工業と新潟鐵工所（いずれも当時）に車両予備品・付属品を含めた40両が23億8,480万円で契約された（1両あたりに換算すると5,962万円）。最初の編成は1983年（昭和58年）5月に完成、車両基地に搬入された。
編成（1010系）：Mc1110 - M'1210 - M1310 - M'1410 - M1510 - Mc1610

### 車体
車体は日本のAGT（自動案内軌条式旅客輸送システム）の標準とされた、1両あたり長さ8メートル・2軸4輪で普通鋼製であるが、屋根板と外板は耐候性鋼板を使用している。外板塗装は並行して走行する200系新幹線のクリーム色をベースに、窓周りには目立つ朱色を配した。側面中央両側に両開きのドアを一組備える。車内はロングシート、冷房装置は床置きで車端に配置された（1両あたり17.44 kW・15,000 kcal/h）。
前面の行先表示は方向板を使用した。

### 走行機器など
落成時点の車両の電機品（主電動機、制御装置、補助電源装置、集電装置など）は、すべて東洋電機製造が担当した。制御方式はサイリスタ位相制御（可逆式サイリスタレオナード制御）を採用しており、ブレーキ装置は回生ブレーキ併用の電気指令式空気ブレーキ（日本エヤーブレーキ製HRD-1形）を装備している。空気圧縮機（CP）も日本エヤーブレーキ製のTU-FLO 600L形を搭載している。編成は2両で1ユニットを構成しており、1両2軸のうち片側の車両が動力軸となっている。基本的に、先に開業した大阪市交通局（当時）南港ポートタウン線（ニュートラム）用の100系と同等の機器となっている。
主電動機は東洋電機製造製TDK-8825-A形直流分巻電動機、1時間定格100 kW（最強界磁率160 %、最弱界磁率40 %）である。補助電源装置は東洋電機製造製で、三相交流600V（50Hz）を三相交流200V（50Hz）に変換（4 kVA。空調装置などに供給）と直流100V（4 kW。蓄電池やサービス機器、制御電源などに供給）に変換を行う。
運転台の主幹制御器は東洋電機製造製のワンハンドル方式（デッドマン装置付）で、力行1 - 3段・常用ブレーキ1 - 4段・非常位置から構成される。
車輪は当初、パンクの心配がないウレタン充填ゴムタイヤ（空気ではなく、発泡性ウレタンを入れたタイヤ。ノーパンクタイヤ）を採用したが、乗り心地が悪かったため、1990年（平成2年）までに全て、窒素封入の空気タイヤに交換した。この空気タイヤは内部に金属製の中子があり、パンクしても中子で車体を支えて走行できるようにした。基礎ブレーキは油圧式のディスクブレーキを使用する。

### 増備
1986年（昭和61年）から1992年（平成4年）にかけて、中間車ユニットを組み込み、順次6両編成に増強されたが、1992年に7 - 9編成に組み込まれた3・4号車は、1990年（平成2年）より導入された1050系と同型として新製されたため、当該車両の形式はM1350 - M'1450となっている。1050系の規格に合わせたため、車両の内装や貫通路の幅が異なっていることが車内から確認できた。なお、6編成分の12両は、自治体と東日本旅客鉄道（JR東日本）による経営支援により増備された。

### リニューアル
1998年（平成10年）から2001年（平成13年）にかけてリニューアル工事が行われた。車体の補修、室内の化粧板の一部を木目調に変更、座席の改善による定員の増加、貫通路の幅の拡大、冷房装置を小型化して床置き式から天井式に変更、走行関係装置の更新が行われ、車番は1010系となった。開業以来、白い車体に赤い帯の塗装だったが、黄色の車体に黄緑色の帯に変更された。なお、1050系タイプの中間車はリニューアルの対象外とされた。

### 引退
開業から25年以上を経過して老朽化が進み、バリアフリー化も行われていないため、2010年（平成22年）より2000系および2020系によって順次更新されて廃車が進み、2016年（平成28年）6月26日のラストラン団体専用列車を最後に営業運転を終了した。
丸山車両基地に最後まで配置されていた17編成は、2017年度中に廃車されることが決まり、2017年11月の「丸山車両基地まつり」で最後の展示後、2018年（平成30年）2月26日から28日の間に陸送された。

## 1050系

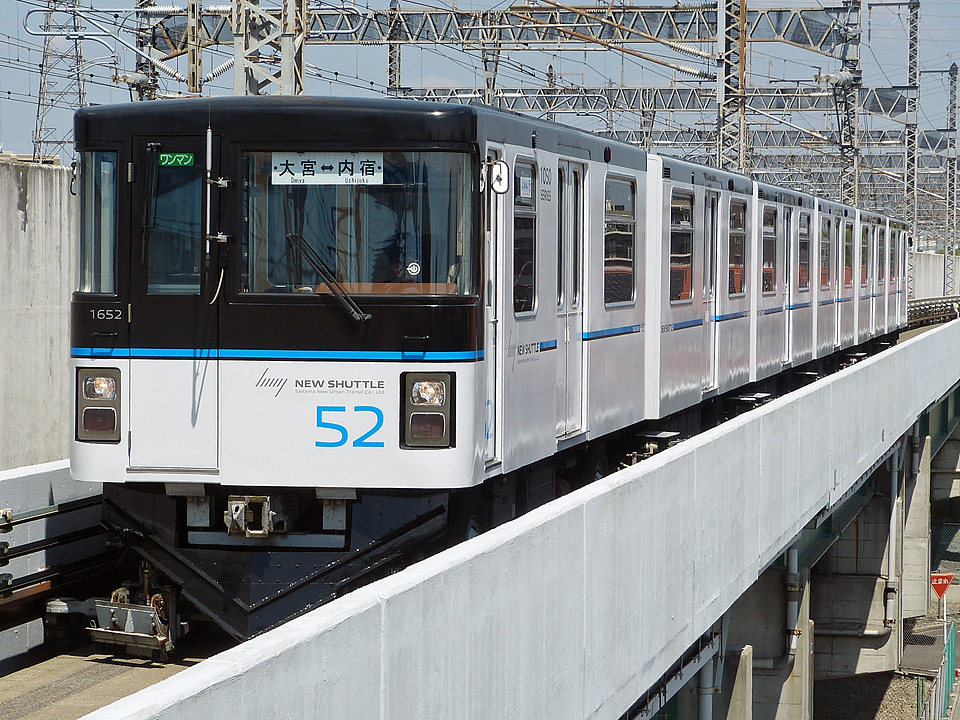
1050系52編成（加茂宮駅にて）

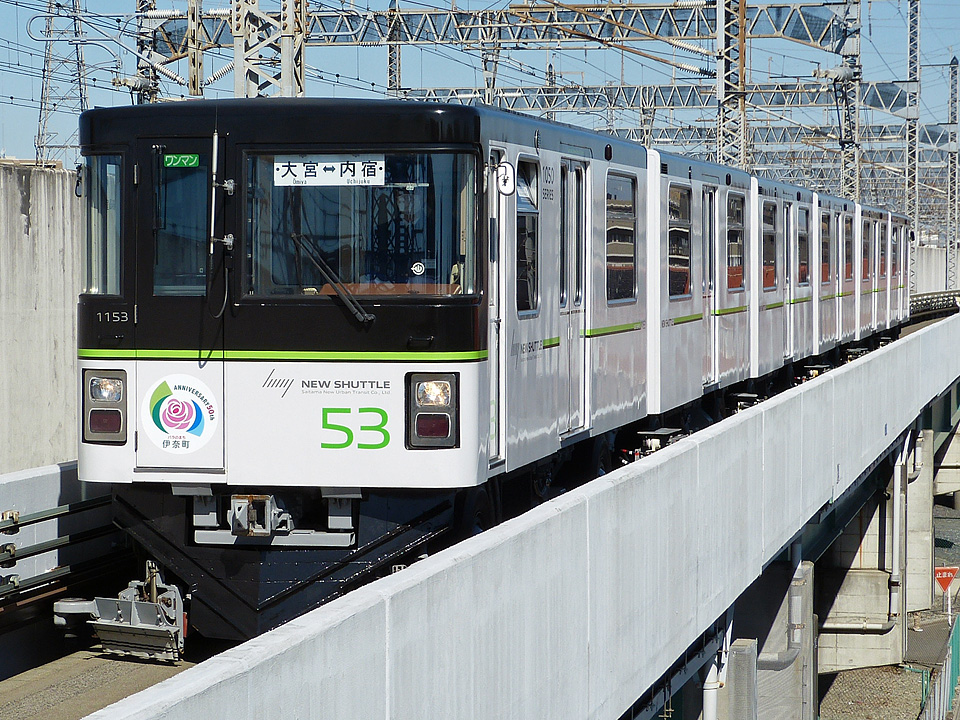
1050系53編成（加茂宮駅にて）

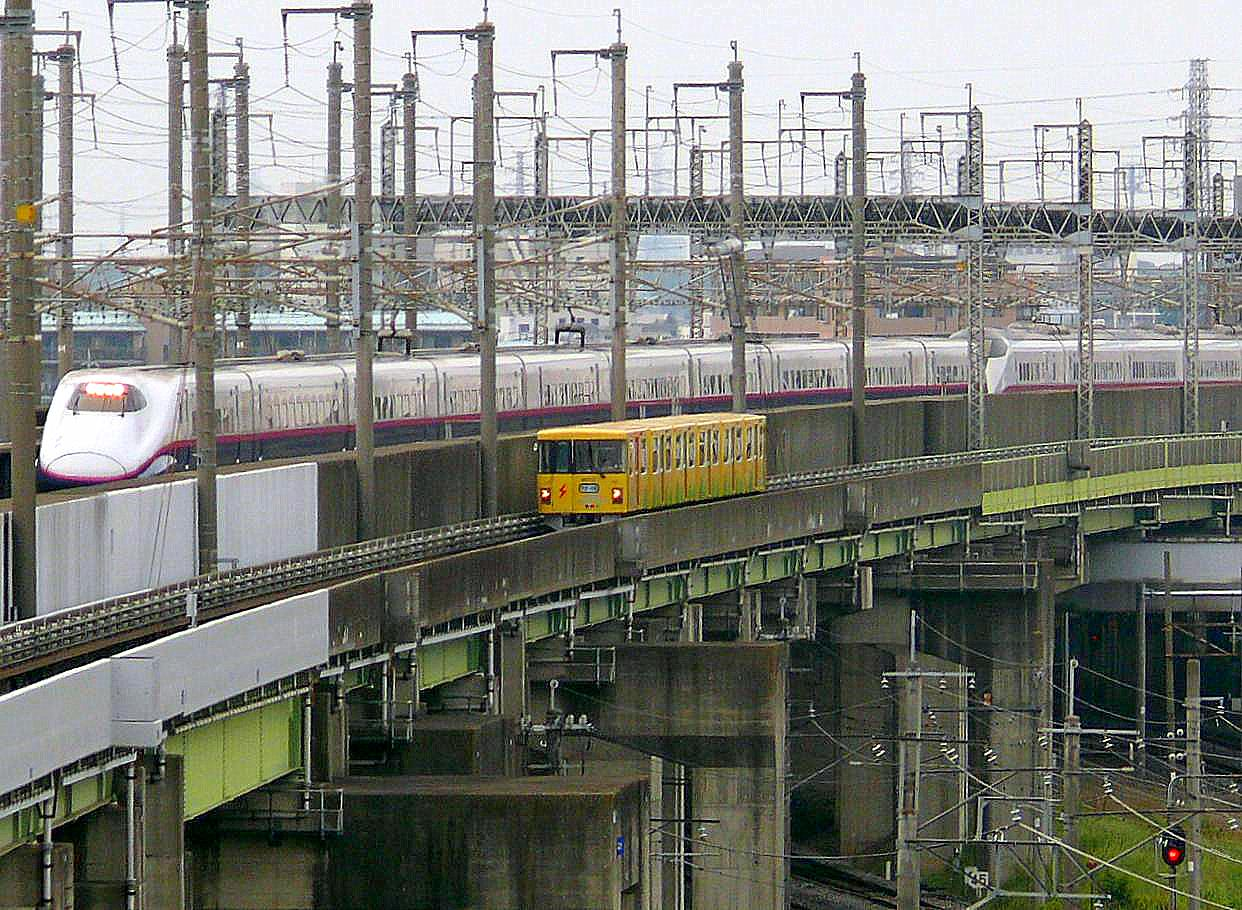
東北新幹線・上越新幹線の脇を走る1050系（2009年撮影）

### 概要
川崎重工業製で、6両編成4本（50 - 53編成）が、自治体とJR東日本による経営支援により導入された。
50編成は1990年（平成2年）の羽貫駅 - 内宿駅間の延伸開業用に新製された。増発のため、1994年（平成6年）に51編成、1998年（平成10年）3月1日に52編成、1999年（平成11年）に53編成が投入された。
編成：Mc1150 - M'1250 - M1350 - M'1450 - M1550 - Mc1650

### 車体
増備に伴い、1000系のモデルチェンジを行った。車両性能は同じであるが、運転席にパノラミックウィンドウを採用して、前面形状が大きく変更された。内装も木目調となり、冷房機器は小型化されて天井に設置したことで、車端に置いていた1000系より定員が増加し、貫通路も拡大した。ただし、50編成は先頭車のMc1150とMc1650に冷房装置が1台しか搭載されていないため、弱冷房車となっている。51編成以降は、冷房装置が他の車両と同様に2台搭載となったため、先頭車の形式はMc1151とMc1651にそれぞれ変更されている。
前面運転台の下に字幕式の行先表示器を設置していたが、2013年（平成15年）4月頃より使用を停止し、1000系と同様に方向板を装備している。以後、行先表示窓には「ニューシャトル」と表示されていたが、53編成は記念塗装が施された際に、52編成は現行塗装に改められた際に埋められた（50・51編成は廃車されるまで残っていた）。
52・53編成は冬季に除雪装置を取り付けることができる（それ以外の時季は取り外して丸山車両基地で保管されている）。本系列のスカートは、除雪装置の取り付けの関係上、除雪装置使用時期は鋭角型スカート（車体マウント）、その他の時期では半円型スカート（台車マウント）を装着している。

### 塗装
導入当初は1000系と異なり、白い車体に赤い細帯と窓周りはダークレッドの塗装で登場し、後に黄色い車体と黄緑帯に更新されたものの、後にすべての編成が異なる塗装となっている。
- 50編成は、鉄道博物館が開業した2007年（平成19年）10月から青地と白帯に変更された。
- 51編成は、鉄道博物館の開館1周年を記念して、2008年（平成20年）9月19日から赤地と白帯に変更された。
- 52編成は、2013年（平成25年）7月8日から新幹線200系電車の登場時カラーであるクリーム色の車体に緑帯のツートンカラーとなった。
- 53編成は、2013年11月より開業30周年を記念して、開業当時の1000系が纏った白い車体に赤い帯のツートンカラーに変更された。先頭車の行先表示機は撤去された。

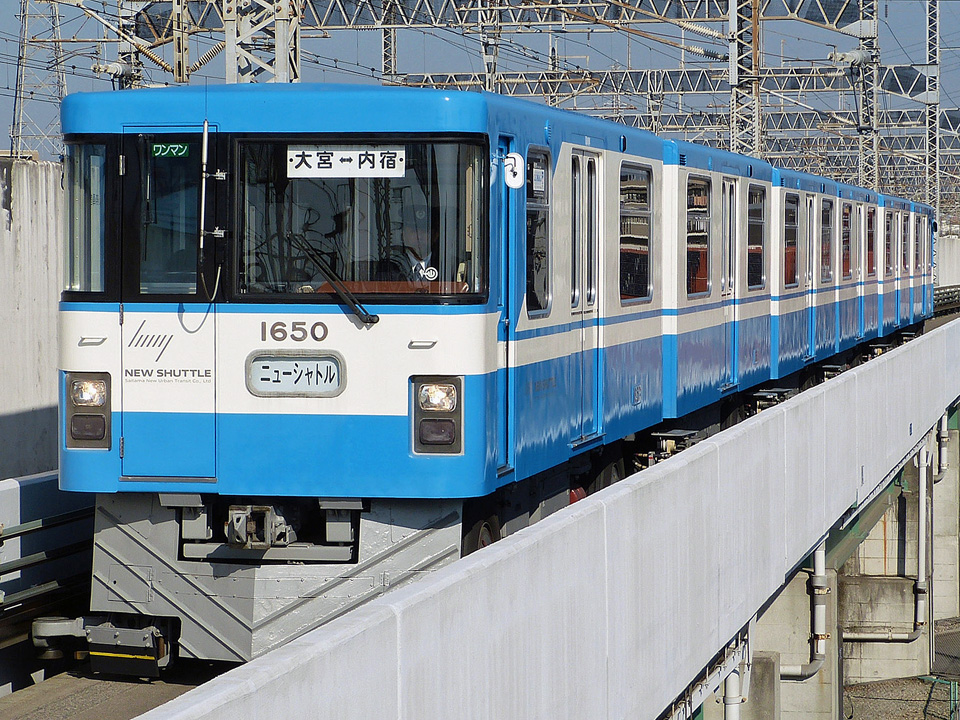
ブルーの50編成
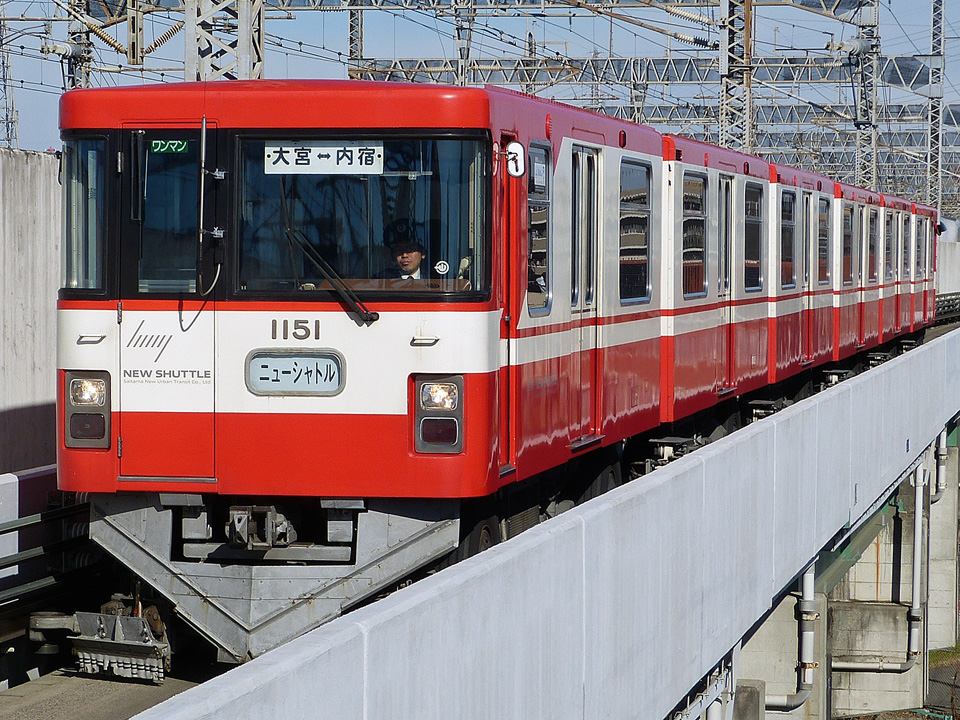
レッドの51編成
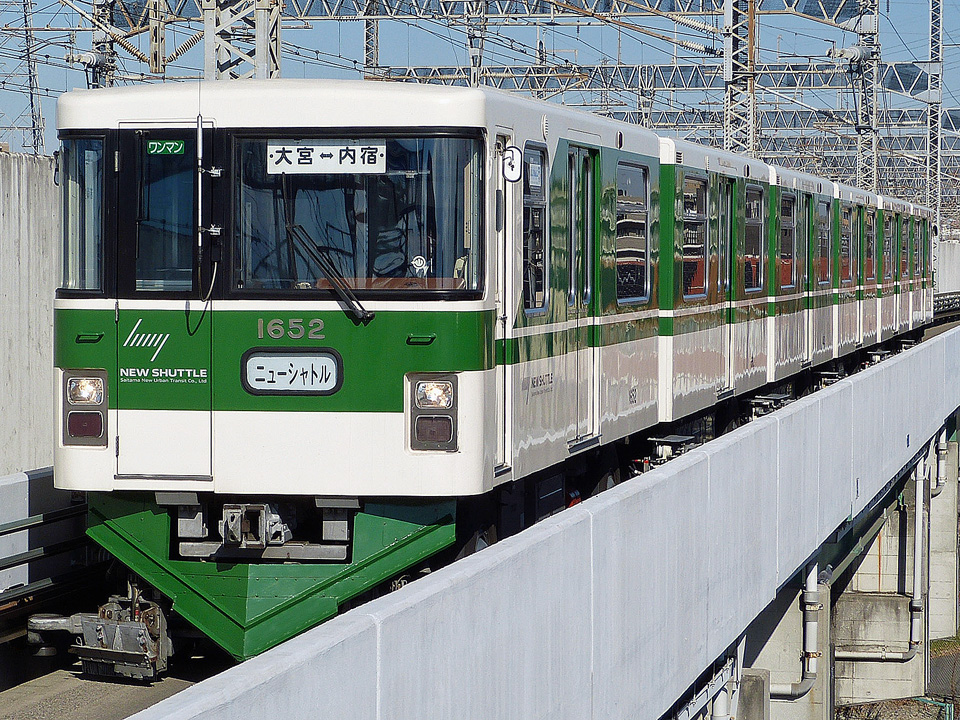
52編成の新幹線200系塗装
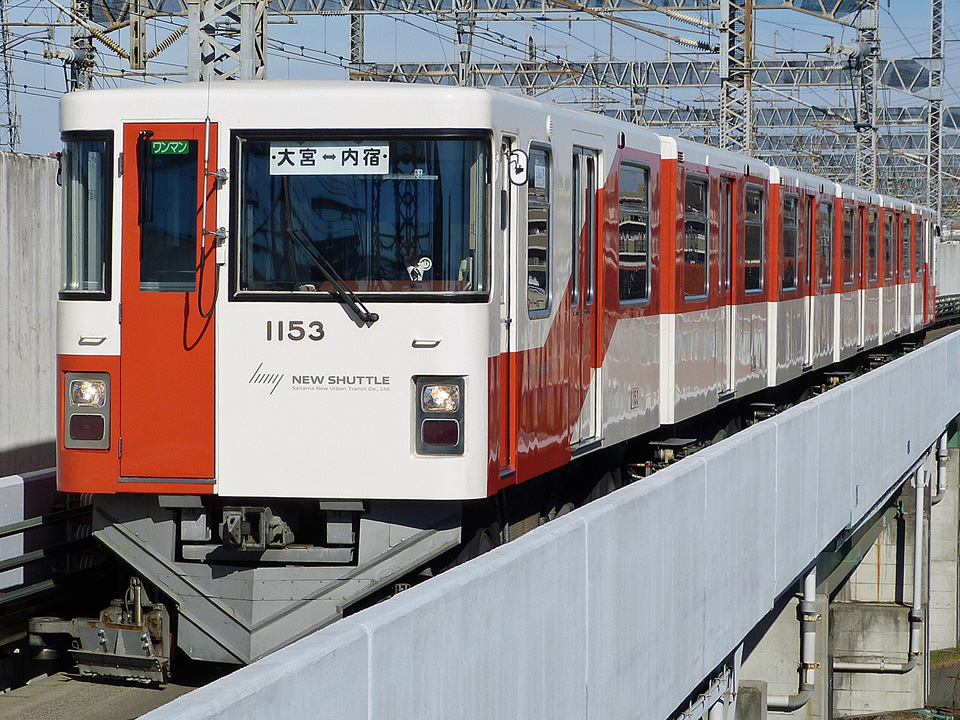
53編成の開業30周年塗装

- 2019年（平成31年）3月から4月にかけて、52編成と53編成の塗装は、2020系の意匠に準じたものに変更された。車体の大半を白地とし、車体上部と先頭車の運転席まわりは黒、中央には52編成が青の細帯、53編成は緑の細帯をあしらった。また52編成の先頭車も、行先表示器が撤去された[16]。52編成の塗装が、ホワイト/コスミックブルー、53編成の塗装がホワイト/フラッシュグリーンである。

### 引退
2020系の増備により、50編成は2018年度内に引退が予定されていたが、2019年1月に2000系06編成が脱線事故で運用を外れたため、50編成の運用が延長された。06編成の復帰に伴い、50編成は2019年10月25日の運行をもって引退した。続いて51編成が2020年3月末で引退した。
また、更なる2020系の増備により、52編成は2024年6月に引退した。53編成については2024年12月22日催行のニューシャトル彩発見ツアー　団体臨時列車　急行いな　の運転にて引退した。なお、53編成の後継車両の投入はない予定。